# ناحور
ناحور (عبری:נָחֹור) به معنی «صفیر کشیدن» از شخصیت‌های تنخ یهودی و عهد عتیق در انجیل است که نامش نخستین بار در کتاب پیدایش آمده‌است. ناحور پسر سروج، پدر تارح و پدربزرگ ابراهیم بود. مادرش ملکا دختر قابر بود. ناحور با اوسکه دختر نستا و نواده اورقادیم که از نسل ارفکشاد بود، ازدواج کرد. هنگام تولد تارح، ناحور ۲۹ سال داشت. ناحور تا ۱۴۸ سالگی زندگی کرد. او هشت فرزند داشت که لابان پدر رفقه و بتوئیل پدر لیه و راحیل دو تن از ایشان بودند. با این حال برخی از مفسرین تورات پدر لابان را ناحور دیگری دانسته‌اند. نام ناحور در نسب‌نامه عیسی و تبار محمد پیغمبر اسلام ذکر شده است.